# Stylommatophora

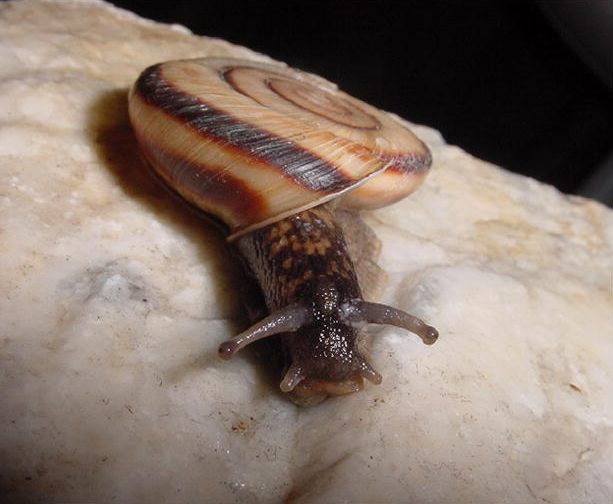
Euhadra murayamai

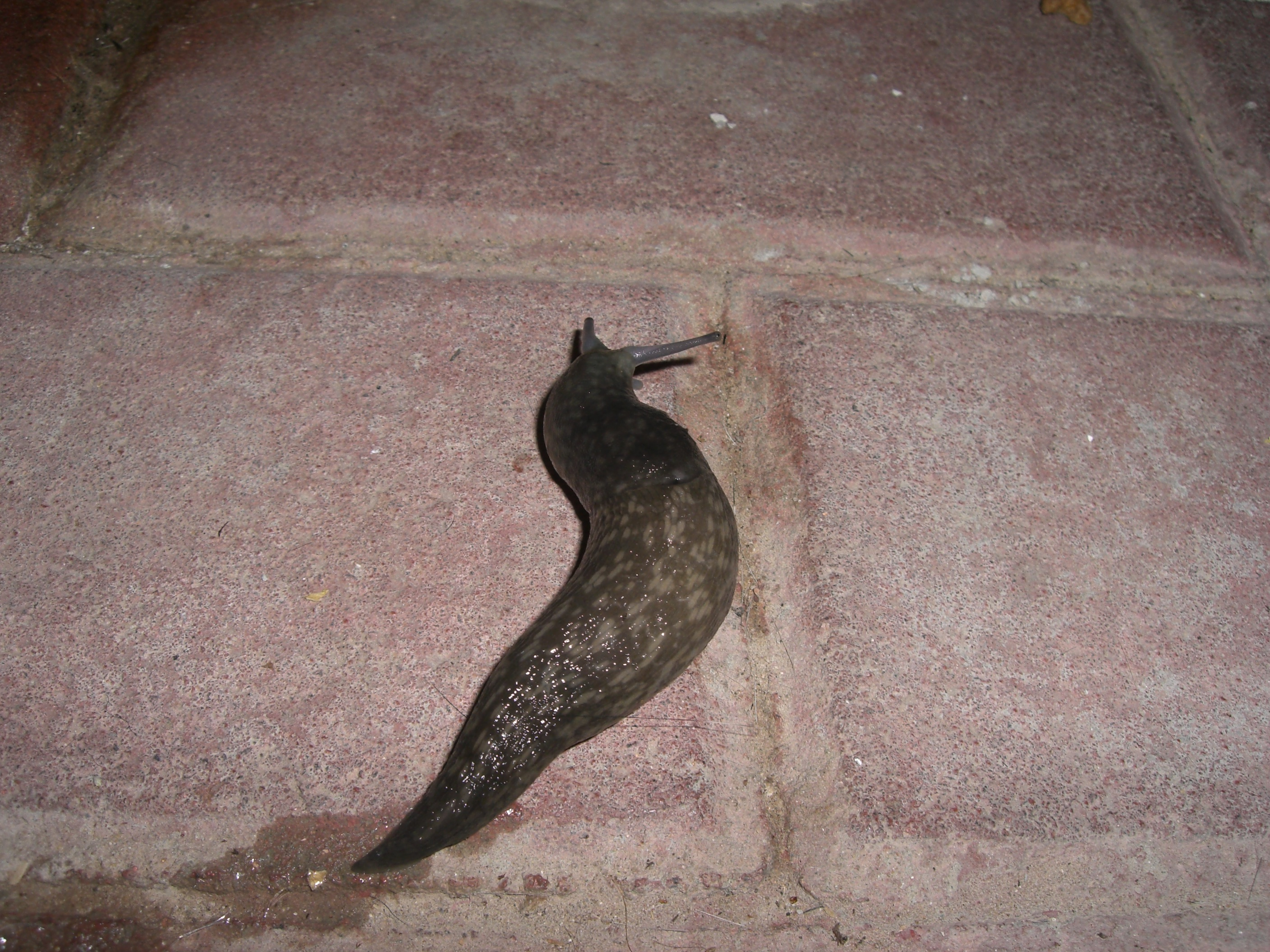
Gele naaktslak

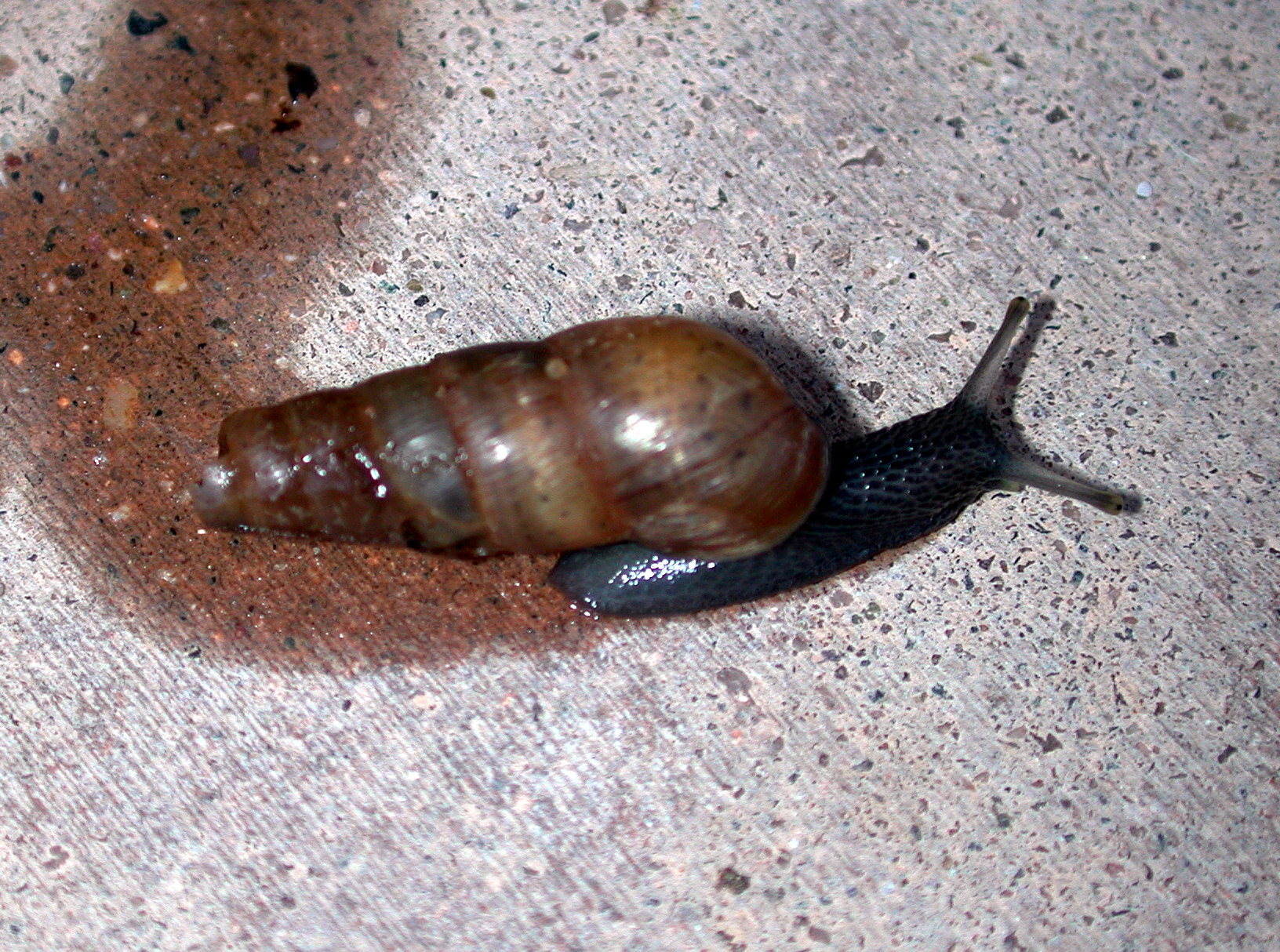
Rumina decollata

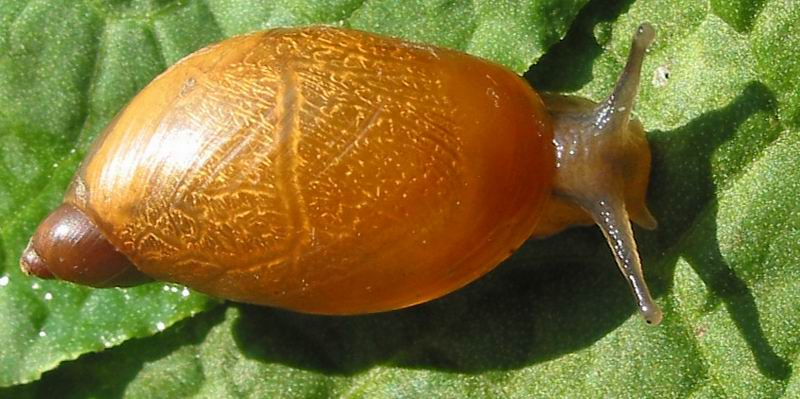
Succinea putris

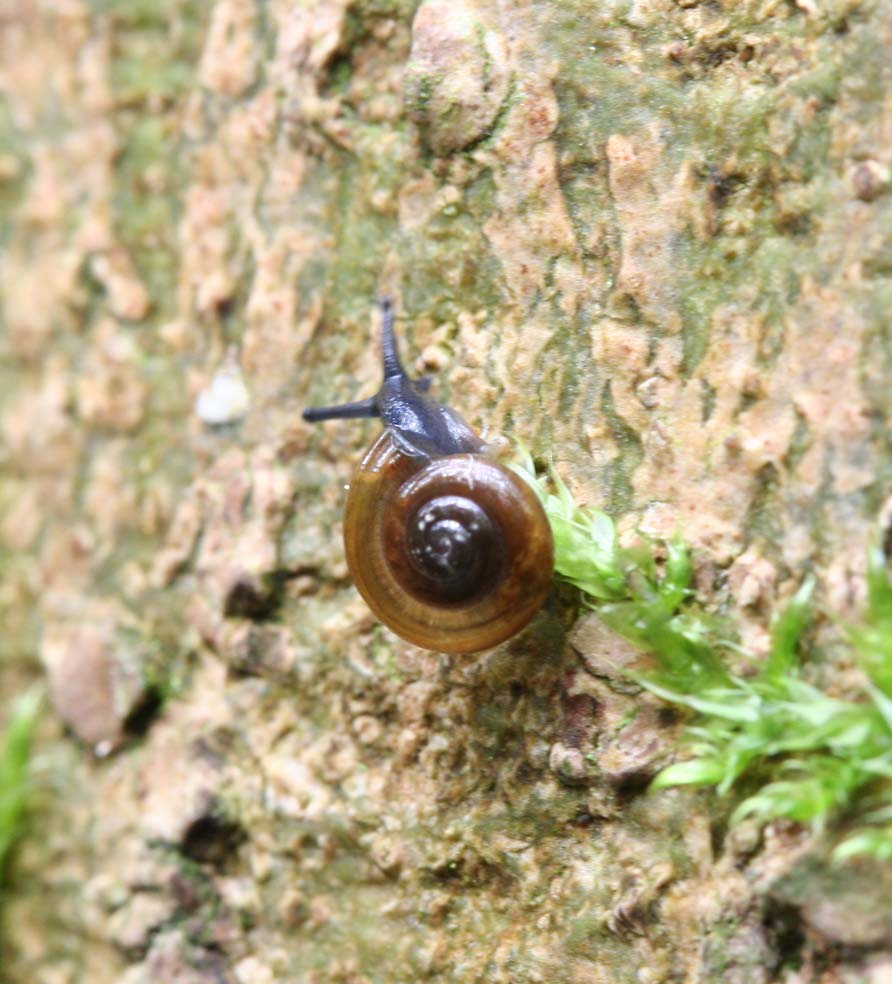
Glasslakje

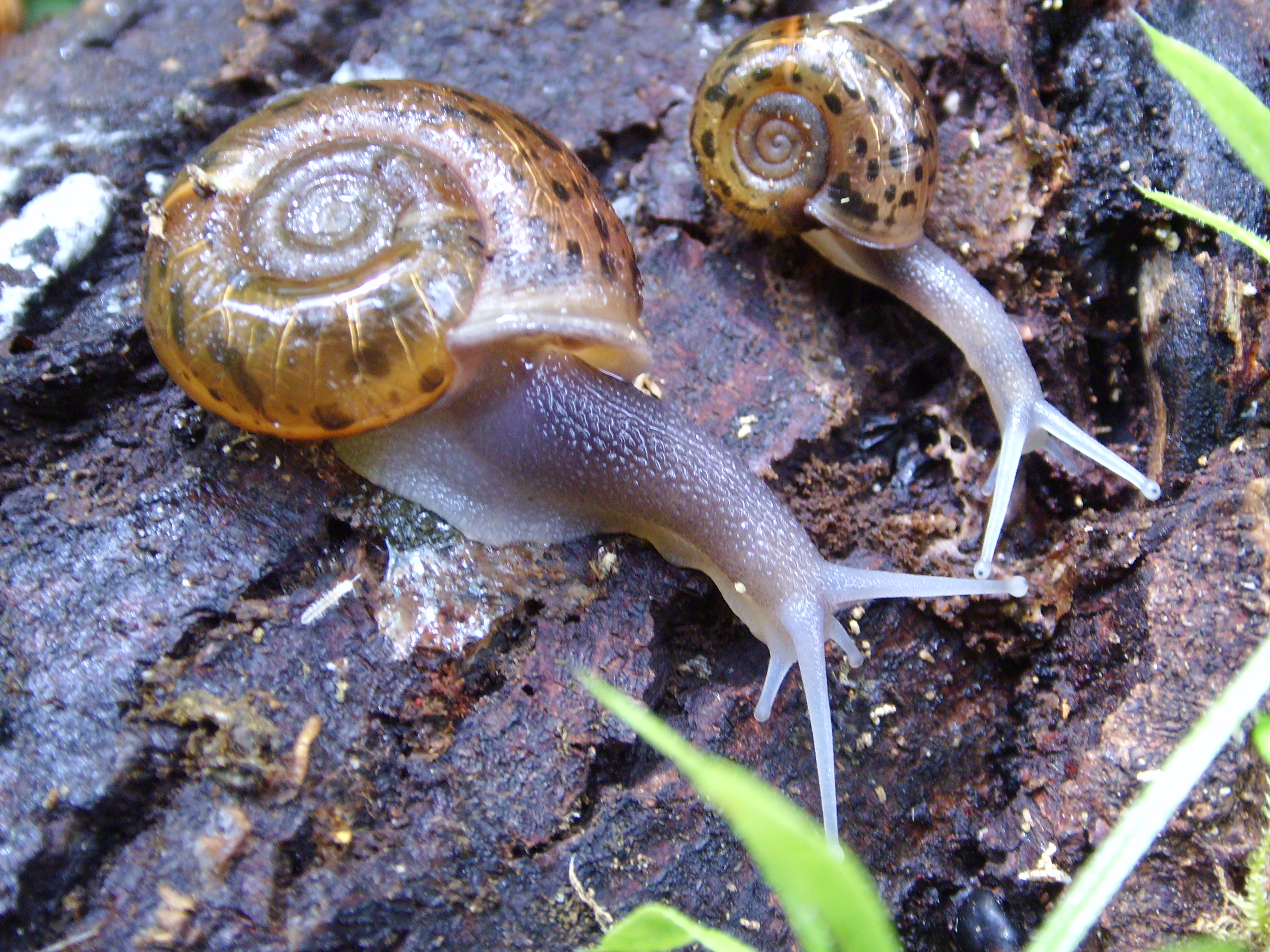
Xanthonychidae

Stylommatophora of Land-longslakken zijn een orde van de klasse Gastropoda (buikpotigen of slakken).

## Taxonomie
De volgende taxa zijn bij de orde ingedeeld:
- Onderorde Achatinina
- Onderorde Helicina
- Onderorde Scolodontina
- Taxa niet bij een onderorde ingedeeld:
  - Geslacht † Cherusciola Huckriede, 1967
  - Familie  † Anadromidae Wenz, 1940
  - Familie  † Anostomopsidae H. Nordsieck, 1986
  - Familie  † Cylindrellinidae Zilch, 1959
  - Familie  † Grandipatulidae Pfeffer, 1930
  - Familie  † Grangerellidae Russell, 1931
  - Familie  † Palaeoxestinidae Pfeffer, 1930
  - Familie  † Scalaxidae Zilch, 1959

### Verouderde lijst met families
- - Familie: Arionidae
  - Familie: Bradybaenidae
  - Familie: Bulimulidae
  - Familie: Camaenidae
  - Familie: Ceriidae
  - Familie: Charopidae
  - Familie: Cionellidae
  - Familie: Discidae
  - Familie: Ferrussaciidae
  - Familie: Haplotrematidae
  - Familie: Helicarionidae
  - Familie: Helicidae
  - Familie: Helicodiscidae
  - Familie: Helminthoglyptidae
  - Familie: Humboldtianidae
  - Familie: Hygromiidae
  - Familie: Limacidae
  - Familie: Megomphicidae
  - Familie: Milacidae
  - Familie: Oleacinidae
  - Familie: Oreohelicidae
  - Familie: Philomycidae
  - Familie: Polygyridae
  - Familie: Punctidae
  - Familie: Pupillidae
  - Familie: Sagdidae
  - Familie: Spiraxidae
  - Familie: Streptaxidae
  - Familie: Strobilopsidae
  - Familie: Subulinidae
  - Familie: Succineidae
  - Familie: Testacellidae
  - Familie: Thysanophoridae
  - Familie: Urocoptidae
  - Familie: Valloniidae
  - Familie: Vitrinidae
  - Familie: Xanthonychidae
  - Familie: Zonitidae
- Onderorde: Heterurethra
  - Familie: Aillyidae
  - Familie: Athoracophoridae
- Onderorde: Mesurethra
  - Familie: Clausiliidae
  - Familie: Corillidae
  - Familie: Dorcasiidae
  - Familie: Megaspiridae
  - Familie: Strophocheilidae
- Onderorde: Orthurethra
  - Familie: Achatinellidae
  - Familie: Amastridae
  - Familie: Chondrinidae
  - Familie: Cochlicopidae
  - Familie: Enidae
  - Familie: Orculidae
  - Familie: Partulidae
  - Familie: Pleurodiscidae
  - Familie: Pyramidulidae
  - Familie: Vertiginidae
- Onderorde: Sigmurethra
- Infraorde: Aulacopoda
  - Familie: Ariophantidae
  - Familie: Endodontidae
  - Familie: Euconulidae
  - Familie: Otoconchidae
  - Familie: Parmacellidae
  - Familie: Systrophiidae
  - Familie: Thyrophorellidae
  - Familie: Trigonochlamydidae
  - Familie: Trochomorphidae
  - Familie: Urocyclidae
- Infraorde: Holopoda
  - Familie: Ammonitellidae
  - Familie: Helicellidae
- Infraorde: Holopodopes
  - Familie: Acavidae
  - Familie: Achatinidae
  - Familie: Amphibulimidae
  - Familie: Chlamydephoridae
  - Familie: Odontostomidae
  - Familie: Orthalicidae
  - Familie: Rhytididae